# Kim Yong-dae
Kim Yong-Dae (Miryang, 11 de outubro de 1979) é um futebolista sul-coreano que atua como goleiro. Atualmente, joga pelo Ulsan Hyundai.

## Carreira
Kim Yong-Dae representou a Seleção Sul-Coreana de Futebol nas Olimpíadas de 2000.

## Títulos

### Clubes
Busan IPark
- Copa da Coreia do Sul: 2004

Seongnam
- K-League: 2006

FC Seoul
- K-League: 2010, 2012
- Copa da Coreia do Sul: 2015
- Copa da Liga Sul-Coreana: 2010

### Individuais
- Seleção da K-League: 2010, 2012
- Time dos Sonhos da Liga dos Campeões da AFC: 2013